# Giovanni Battista Fasolo
Giovanni Battista Fasolo (* 1598 in Asti bei Turin (unsicher); † vor 1680 in Palermo) war ein italienischer Komponist, Organist und Kapellmeister des frühen Barock und Mitglied des Franziskanerordens.

## Leben und Wirken
Fasolo hatte in den Jahren 1645 und 1657 seinen Namen mit »d’Asti« ergänzt, aber es ist unklar, ob er damit seine Geburtsstadt oder das Kloster meint, in das er als Novize eingetreten war. Über seine frühe Zeit und seine Ausbildung sind keine Informationen überliefert. Sein erstes belegtes öffentliches Auftreten als Komponist weltlicher Musik war zwischen 1627 und 1629 in Rom, nachdem in dieser Zeit dort zwei Sammlungen mit Arias herauskamen. Über seinen weiteren Lebensweg zwischen dem letztgenannten Jahr und 1647 gibt es kaum Informationen; immerhin hat Tomaso Anfora, der Herausgeber von Fasolos Motettenbuch im Jahr 1635, seine Beschäftigung mit »musiche da camera presso Principi« erwähnt. In den Katalogen von Vicenti, dem Drucker von Fasolos Orgelbuch Annuale, wird er als »da Napoli« bezeichnet, was auf einen zeitweiligen Aufenthalt in Neapel hindeutet; hier konnte der Widmungsträger als ein in Sizilien lebender Adliger ermittelt werden, wo Fasolo später lebte. Im Jahr 1647 ist er in Rom als Organist beim Generalkapitel der Franziskaner tätig, und zwar zusammen mit Francesco Vanarelli, Gerolamo Ferrari da Mondondone (1599 – nach 1664) und Clemente da Montefalco, genannt die »pulsatores organorum«; als Kapellmeister wirkte hier Bonaventura Rubino. Von 1648 bis 1649 war Fasolo als Kapellmeister (magister musices) in dem römischen Kloster der Hl. Apostel tätig. Sein Wechsel nach Palermo auf Sizilien erfolgte zwischen 1649 und 1652; belegt ist hier zwischen 1659 und 1664 sein Amt als Kapellmeister an der Kathedrale von Monreale in der Nähe von Palermo. Fasolo war nach Angabe von St. Mattei im Franziskanerkloster von Palermo der Lehrer von Bonaventura Aliotti. Nachdem in den Haushaltsbüchern der neu eingerichteten Musikkapelle von Monreale ab 1680 ein gewisser Giovanni Romano als Organist vermerkt ist, kann davon ausgegangen werden, dass Fasolo vielleicht um das Jahr 1679 verstorben ist.

## Bedeutung
Fasolo war ein vielseitiger Komponist und schuf neben geistlicher und weltlicher Vokalmusik auch als einer der ersten in Italien Werke für Gitarre und Orgel; seine frühesten gedruckten Sammlungen enthielten weltliche Arien für Singstimme und Gitarre. Die musikalische Entwicklung des Komponisten ergibt sich etwa aus der Chronologie der Werkgruppen, die von ihm überliefert sind. Dies sind vor 1630 seine weltlichen Werke, dann die Motettensammlung und das Orgelbuch zwischen 1630 und 1650 sowie ab 1650 die auf Sizilien komponierten Oratorien. Sein Fastnachtsspiel »Lamento di madama Lucia« aus dem Jahr 1628 geht auf einen Text von Francesco Manelli zurück und ist die musikhistorisch früheste Verbindung der Bezeichnung Lamento mit einem Ostinato-Bass in der Abwärts-Bewegung eines Moll-Tetrachords.
Die Musik von Giovanni Battista Fasolo vermittelt häufig zwischen regionalen Stilunterschieden. Sein Annuale, ein das ganze Kirchenjahr umfassendes Orgelbuch, vermittelt zwischen dem norditalienischen und dem römischen Orgelmusikstil und enthält eine ausgewogenen Mischung aus Funktionalität und bescheidenen künstlerischen Ansprüchen. Hier sind musikalische Themen anzutreffen, die zuvor schon bei G. A. Cangiasi, Girolamo Frescobaldi, Jan Pieterszoon Sweelinck, Tarquinio Merula und Giovanni Salvatore zu finden sind. Dies war wohl sein bekanntestes und einflussreichstes Werk und war offensichtlich auch François Couperin bekannt. Von den Oratorien Fasolos sind nur die Textbücher (Libretti) überliefert; die Musik ist verloren gegangen. Diese Oratorien besitzen eine für Sizilien typische Eigenart: Sie bestehen nur aus einem Akt und die Bühnenform herrscht vor. Hier spielt Fasolo ab dem Jahr 1650 für Sizilien eine wichtige Rolle bei der Einführung und weiteren Entwicklung dieser speziellen Oratorienform; die Untersuchung der lokalen Vorformen hierzu ist noch nicht abgeschlossen.

## Werke
- Geistliche Vokalmusik
  - »Motetti a due et tre voci, con una Messa à tre voci« für 1 bis 3 Singstimmen und Basso continuo, Buch 2, op. 6, Neapel 1635
  - »Motetti a 2–5 con sinfonie«, vor 1645, verschollen
  - »Beatus vir« und Magnificat für 5 Singstimmen und Basso continuo, in Selectio concentica Psalmorum, Neapel 1645, Nachdruck Ghirlanda di varii fiori, Neapel 1647 und Sacra animorum pharmaca, Neapel 1650
  - Te Deum für 8 Chöre, 1652, verschollen
  - Pastorale für 5 Singstimmen
  - »Arie spirituali morali, e indifferenti« für 1 bis 3 Singstimmen, 2 Violinen und Basso continuo op. 9, Palermo 1659
- Weltliche Vokalmusik
  - »La barchetta passaggiera di diversi sonatori e cantori« für 1 bis 3 Singstimmen, Gitarre und Basso continuo op. 3, Rom 1627 (nur in unvollständiger Abschrift)
  - »Il carro di Madonna Lucia et una serenata in lingua lombarda [É] un ballo di tre zoppi; con una sguazzata di colasone, una moresca de schiavi a 3, et altre arie« für 1 bis 3 Singstimmen, Gitarre und Basso continuo op. [4], Rom 1628
  - »Se desiate« für 1 Singstimme und Basso continuo, in Le risonati sfere, Rom 1629
- Oratorien und geistliche Bühnenwerke (nur Libretti erhalten)
  - Prolog, Intermedien und Bühnenmusik zu »Il costantino«, lateinische Tragödie in fünf Akten, Palermo 1653
  - »L’amazon d’innocenza« (Accademico Aggiacciato), Oratorium in einem Akt, Palermo 1656
  - »Il mondo vilipeso« ([Lorenzo Arpa]), dialogo in einem Akt, Palermo 1657
  - »Dialogho per la musica« ([Vincenzo Auria]), dialogo in einem Akt, Palermo 1660
  - »L’empiero festeggiante« ([Vincenzo Auria]), dialogo in einem Akt, Palermo 1661
  - »L’esequie di S. Rosalia« (Bernardino Faso), operetta drammatica in einem Akt, Monreale 1664 (?).

## Ausgaben
- Op. 3 Nr. 20, in O. Chilesotti: Canzonette del Seicento con la chitarra, 1909
- Annuale, hrsg. von Rudolf Walter, Heidelberg 1964, 2. Auflage 1977
- Op. 4 Nr. 1, in Ferrari Barassi: La Luciata di Francesco Manelli, 1970
- Op. 3 Nr. 1–18, in O. Beretta: Giovanni Battista Fasolo e la »Barchetta passagiera«, Lucca 1994.